# Åbo domkyrka

Åbo domkyrka är domkyrka i Åbo ärkestift inom den evangelisk-lutherska kyrkan i Finland. Kyrkan är helgad åt jungfru Maria och ligger på Unikankare (Sömnens kulle) vid stranden av Aura å i Åbo.
Kyrkan, som kom att ersätta det tidigare biskopssätet i Korois, är uppförd i slutet av 1200-talet och invigdes som biskopskyrka den 17 juni år 1300. Translationen av biskop Henriks reliker från Nousis kyrka ägde rum följande dag, den 18 juni år 1300. Kyrkan är utvidgad i flera etapper. Vid Åbo brand år 1827 skadades domkyrkan, och genomgick därefter omfattande reparationer, bland annat uppfördes en ny tornspira av Carl Ludvig Engel. Den senaste grundliga renoveringen genomfördes under åren 1976–1979.
Kyrkans nuvarande största längd är 89,1 meter, bredd omkring 40 meter och höjd 44,5 meter Tornets höjd över det framför liggande torgets nivå är 95,6 meter och över Aura å 104 meter. Dess tornspira uppfördes efter branden 1827 enligt C. L. Engels ritningar och om vilken Zacharias Topelius har skaldat: "Då glimmar spetsen av kopparklädda tornet. Blåvita flammor, tindrande stjärnor lika, kring gyllene korset skina i nattens mörker, och tornets fjädrande svarta skaror flykta."

## Kyrkobyggnaden

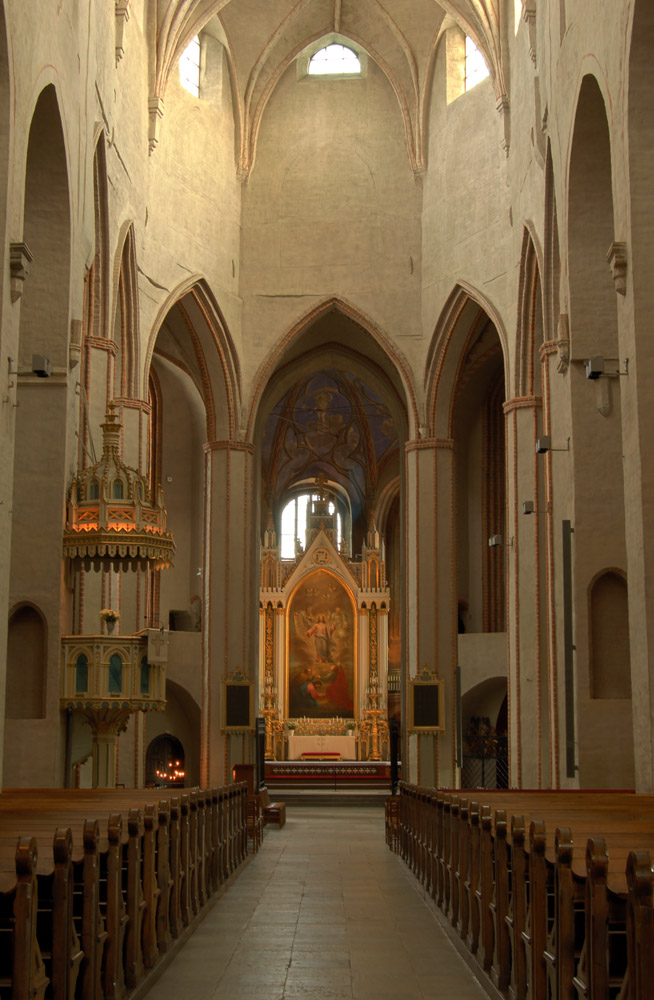
Högkoret i april 2006.

Domkyrkan var ursprungligen byggd som treskeppig hallkyrka i övergångsstilens former med enkla detaljer. Skeppen åtskildes från varandra genom fem par fyrkantiga tegelpelare, och kyrkans höjd inuti var inte mer än hälften av den nuvarande.

### 1300-talet
Redan 1318 hemsökte ryssarna Åbo, härjade staden och brände kyrkan samt plundrade den på dess klenoder. Kyrkan stod så en tid öde och förfallen. Denna hallkyrka utvecklades sedan småningom under århundradenas lopp, troligen bland annat efter nordtyska mönster, tack vare allmän offervillighet. Den höjdes och förvandlades till en basilika med strävbågar över sidoskeppen. Den del av mittskeppets övermur, som då uppfördes, kvarstår ännu. Fönstren hade spetsbågig form och var omramade med enkla rätvinkliga profiler. 
Det finns ingen grund att anta att kyrkan till en början varit försedd med absid. Tornet kan ha uppförts samtidigt med kyrkan eller senare. 1466 omtalas det i sammanhang med en större ombyggnad såsom redan färdigt. En omfattande tillbyggnad anses ha ägt rum omkring 1370. Högkorets utvidgning och kyrkans förlängning påbörjades enligt Rhyzelius under biskop Johannes II Petri och fullbordades av biskop Johannes III Westfal.

### Kyrkans utseende på 1300-talet
Kyrkan erhöll en totallängd av omkring 60 meter (exkl. tornet). Högkoret, ursprungligen anlagt med hallformig genomskärning, erhöll ett korslut med fem sidor av en i längdriktningen av kyrkan utsträckt åttahörning. Sidoskeppen fortlöpte omkring koret, och långhusets avslutning åt öster bildades av sju sidor i en någorlunda liksidig tolvhörning. De flesta av strävpelarna stod innanför sidoskeppens yttre omfattningsmur och var nedtill förbundna med halvcirkelformiga bågar, vilka uppbar en omgång, vars golv låg ungefär 4,6 m högre än kyrkans golv. På bröstvärns höjd över omgången vidtog de höga vackra korfönstren, av vilka två stycken i vår tid kvarstår oförändrade. 
Tänker man sig de små kor avlägsnade, vilka senare blivit anlagda omkring det dåvarande högkoret, och föreställer sig de ursprungliga nio korfönstren, genom vilka ljuset rikligt, men dämpat, inströmmade, finner man, att kyrkan ägt en helt annan karaktär än nu. Det vackra inre perspektiv, som framkallades genom den av höga fönster belysta omgången, framstår ännu mera genom rikedomen av arkitektoniska detaljer, som verkningsfullt och klart, framträda.
Pelarna var av tegel, åttkantiga med framspringande gotiska stavar. Den omständigheten, att de lämnats utan bruksöverdrag, tyder på, att teglets vackra naturliga färg i det inre mångenstädes framträdde, varigenom kyrkan oavsett sina inre målningar å valvribbor, kappor och väggar, altare, helgonbilder och andra prydnader, framstod i medeltida färgskrud och detaljrikedom. 
Strävpelarna i denna del av kyrkan hade en form, som sällan förekommer. Den nedtill närmast sockeln fyrkantiga planskärningen övergick vid fönsterbänkens höjd till trekantig med gotiska profiler i hörnen. Vid samma höjd smyckades pelarens främre yta av en nischformig fördjupning. Emellan strävpelarna löpte en rik bandfris av formtegel runt om koret under fönsterfallets profil. Ovanför denna profil vidtog ett rutformat mönster av mörkglaserade tegel, vilket utfyllde murytorna emellan strävpelare och korfönster. Dessa infattades av kraftiga rika profiler i formtegel. 
De trekantiga ytor, vilka inramades av strävpelare, fönstervalvbågar och taklist, var utfyllda av runda murnischer. Läggs härtill de av gotiska stavverk djupt inramade portalerna, varav ett gott prov ännu finnes i det s. k. Wallenstjernska gravkoret på södra sidan mitt emot sakristian, och de med blyglas infattade fönstren, och påpekar man, att prov på ett gotiskt masverk av kalksten påträffats i södra sidoskeppets fasadmur invid tornet och att i det på vinden ännu bevarade sydvästra hörnet av långhusets gavelmur en vacker omväxling åstadkommits därigenom, att kvadersten av sepiabrun kalksten omväxlar i vart 4:e skikt med svartglaserade tegel i vartannat uti den av röda tegel i munkförband uppförda muren, så finner man av allt detta en stor mängd av de karakteristiska former och uttrycksmedel, vilka tegelbyggnadskonsten under den gotiska perioden använde i de nordtyska och baltiska länderna. 
På bredden utvidgades templet genom nya sakristior och flera kapelltillbyggnader, vilka småningom omslöt kyrkans långsidor. Främst bland dessa må nämnas Helga lekamens kapellet på kyrkans norra sida med en längd motsvarande två travéer och ett djup något större än sidoskeppens bredd.

### 1400-talet

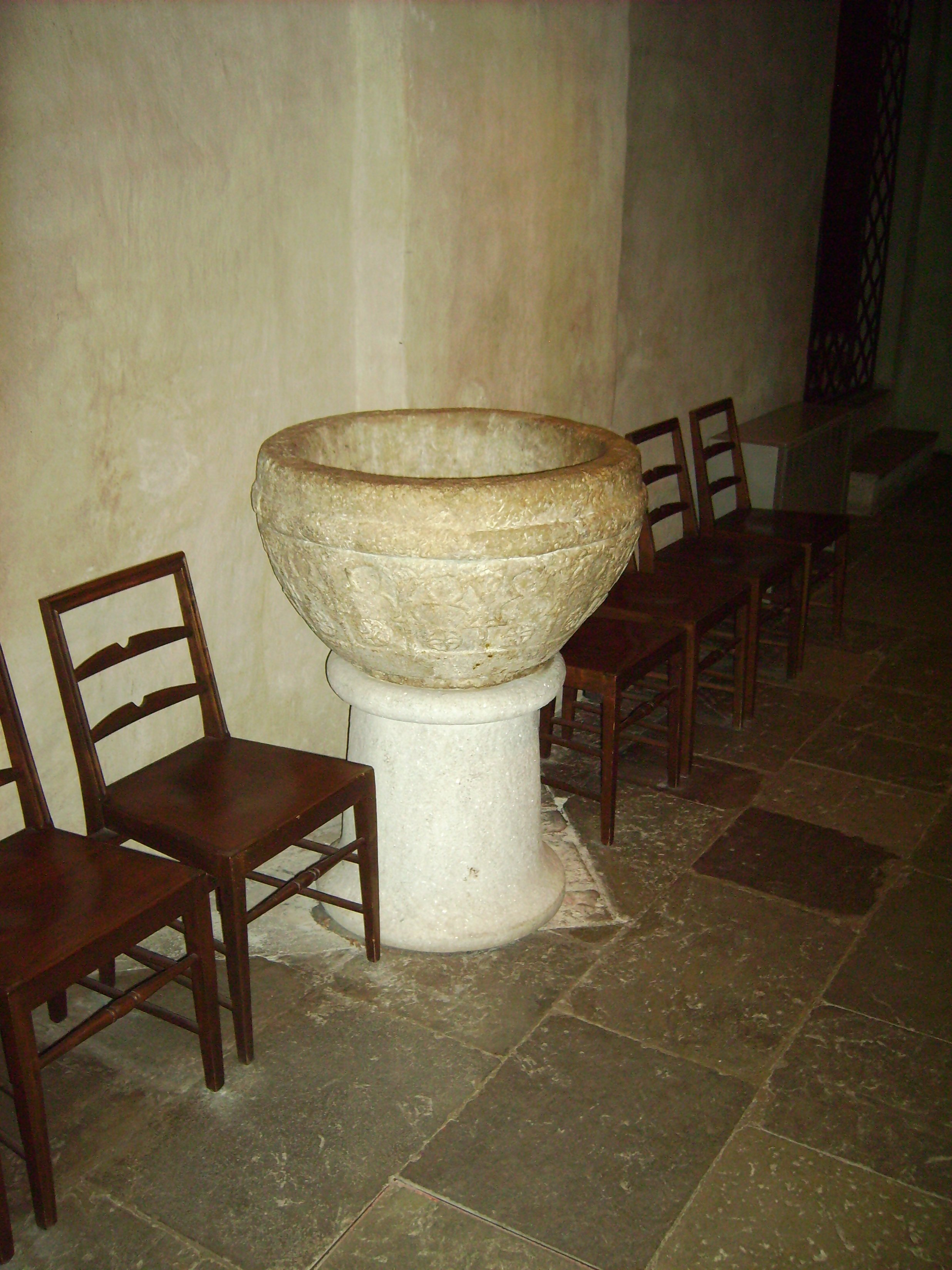
Kalkstensdopfunt från 1400-talet.

Helga lekamens altare stiftades 1421 av biskop Magnus II Tavast, vars namn det ännu bär. Altaret ägde på sin tid 34 jordagods. Mot slutet av medeltiden torde slutligen den oktogon, som nu bildar kyrkans östra avslutning och i vilken högaltaret numera har sin plats, ha tillkommit. Sålunda fanns i kyrkan vid medeltidens slut 18 kända altaren. Genom kapellbyggnaderna berövades kyrkan småningom en del av det ljus, som inströmmade genom sidofönstren. Då sidoskeppens tak måste höjas i samma mån, som kyrkans bredd ökades, blev inte allenast strävbågarna överbyggda, utan man var därjämte nödsakad att yttermera höja valven i mittskeppet. Denna sista höjning av kyrkan verkställdes 1466 under biskop Konrad Bitz, sedan vådeld genom åskslag 1458 jämmerligen förstört tak och inre. Mittvalvet, som slogs från högkoret till stora tornet, utfördes av en inhemsk murmästare Petrus från Kimito. 
Kring kyrkan hade redan under medeltiden anlagts en med skottgluggar av gråsten och tegel uppförd ringmur, vilken under tidigare orostider måhända jämte det massiva kyrktornet tjänade som försvarsverk. Under tidernas lopp uppfördes i sammanhang med muren byggnader för kyrkan eller densamma närstående institutioners behov. I en större byggnad mot nordöst höll domkapitlet under katolska tiden sina sessioner. I början av 1600-talet arbetade katedralskolan i ett annat hus. Även gymnasiet och slutligen den 1640 grundlagda akademien hade här sitt första hemvist.

### Efter reformationen

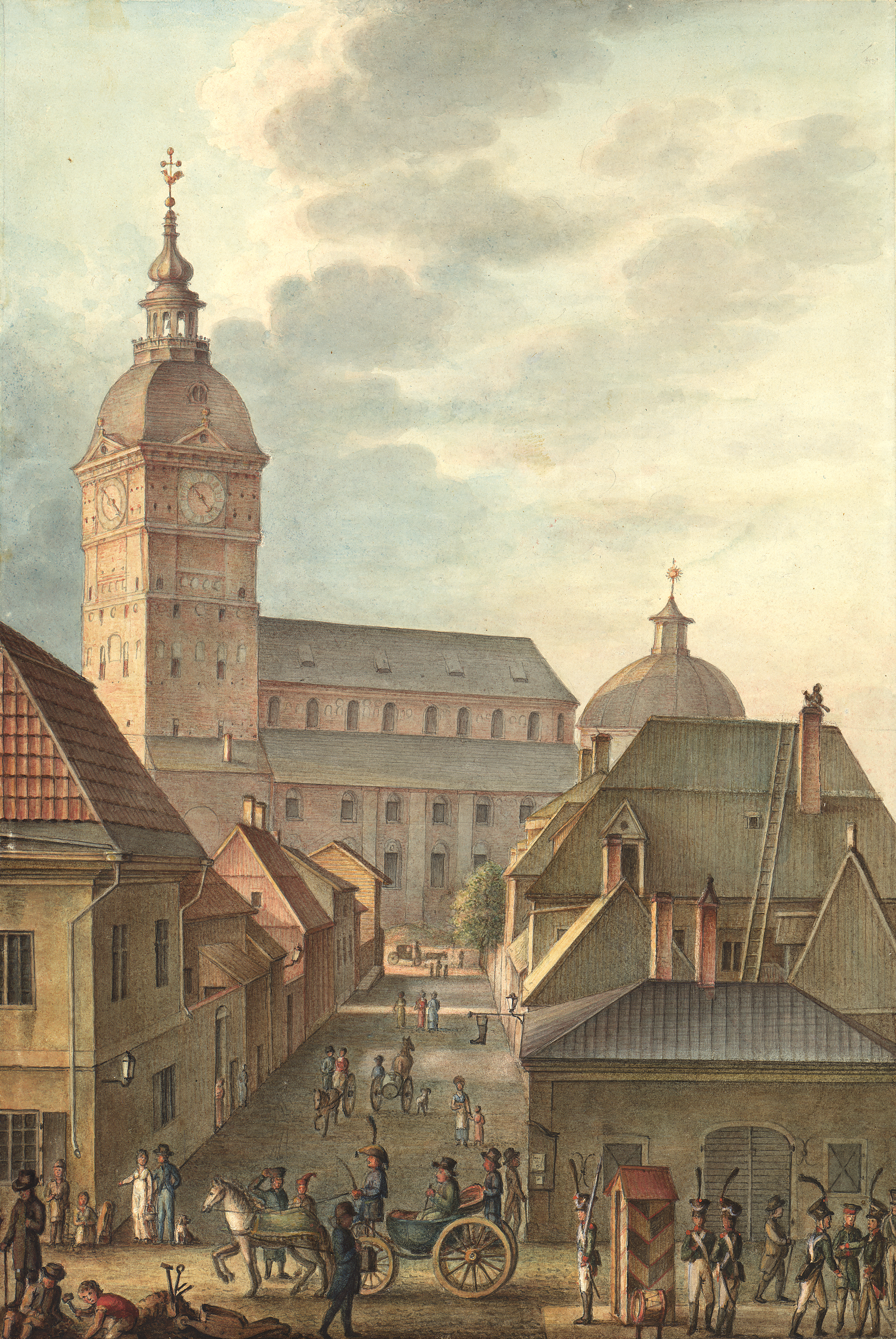
Åbo domkyrka och omgivande bebyggelse 1814, före branden.

Under 1500-talet avstannade byggnadsverksamheten nära nog helt och hållet och inskränkte sig till nödvändiga reparationer. De rikedomar, som under katolska tiden samlats av nitiska biskopar, hade redan till stor del förstörts genom flera härjande eldsvådor. Genom den av Gustaf Vasa verkställda reduktionen och reformationens inverkan berövades kyrkan slutligen större delen av sina förra ägodelar. 
1509 plundrades den av danskarna, 1546, 1594 och 1600 härjades den av vådeld. Dessa olyckor jämte annat hade gjort, att byggnaden slutligen befann sig i ett så dåligt tillstånd, att 1630 klagades över, att kyrkans inre icke längre var skyddat ens för regn och snö. Upprepade eldsvådor förstörde visserligen kyrkan även under 1600-talet, men genom allmänna insamlingar med konungens bifall samt gåvor i olika form (inte minst av Åboborgare) kunde den av samtiden 1691 beskrivas såsom varande "härligare än tillförne". 
Sålunda företogs 1649 en större reparation jämte flyttning av altaret in i det nordvästra högkoret. I de efter reformationens införande till gravkor (de förnämsta Tottska, Wallenstjernska, Stålhandskes, Kijkska, Tavastska, Horn-, Kurck- eller Kankasska och Gezeliusska) inredda helgonkapellen ersattes altarena småningom av gravmonument, varjämte vapensköldar och epitafier prydde koren. Utrymmet under golvet upptogs för övrigt nära nog helt och hållet av gravar och gravkamrar (1666–69 gravlades där 145 personer). 
Man anser sannolikt, att tornet vid slutet av medeltiden avslutades med en hög huvudspira, omgiven av fyra åttkantiga hörntorn, varav rester ännu delvis är synliga i den undre massiva tornkroppens hörn nedanom de nuvarande urtavlorna. Även murgavlar vid hjälmens fot omtalas före 1681 års stora brand. 
Tornets grundplan och spår i murverket hänvisa till en ännu äldre form med gavlar. Sin medeltida karaktär förlorade tornspiran troligen (om inte förr) efter 1681 års brand för att övergå till en trappformigt avsmalnande spira. Tornet brann åter 1738, och spiran erhöll vid den 1759 verkställda ombyggnaden en kupolartad barockhuv med smärt genombruten spira och balusterförsedd plattform ovan kupolen. Denna kvarstod ända till den stora branden 1827.

### Efter Åbo brand 1827
Vid Åbo brand 1827 förstördes domkyrkan så gott som helt och hållet till det yttre och inre av elden. Endast murverket kvarstod i det yttre, och kyrkans inre (såsom gravstenar, gravmonument, predikstol, altarprydnad) var illa skadat. Endast inre sakristian undgick skadan. Med ovanlig snabbhet vidtog restaureringsarbetet och utfördes till en början på entreprenad av brukspatron G. E. Pychlan enligt ritningar av arkitekten Carl Ludvig Engel. Denne som var inspirerad av nyantiken var fullkomligt främmande för den medeltida gotik, i vilken kyrkan uppförts, vilket visade sig i allt det han här nyskapade. 

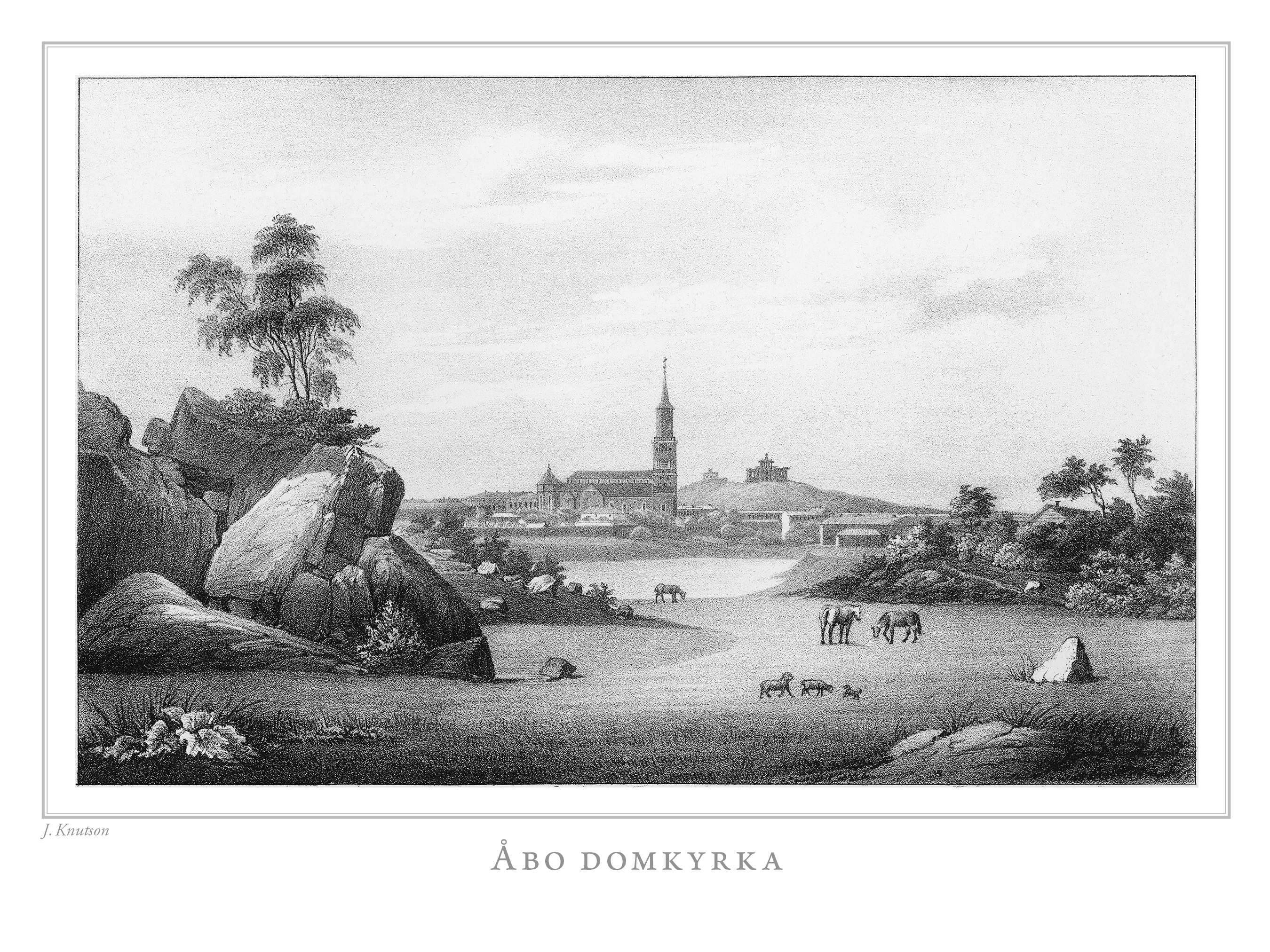
Åbo Domkyrka illustrerad av Johan Knutson i Finland framställdt i teckningar utgiven 1845-1852

Engels byggnadsverk är sålunda främst tornets nya avslutning, en kopparbeklädd trästomme, som förliknats vid en trubbig blyertspenna. Högkoret, tidigare täckt av en åttasidig kupol med spira, erhöll ett enkelt tälttak. 
Högkorets tak och väggar pryddes 1854 med alfreskomålningar av hovmålaren R. W. Ekman, föreställande scener ur nya testamentet och finska kyrkohistorien. Altartavlan är av hovintendenten Fredric Westin (1836). Genom medverkan av den på initiativ av N. H. Pinello 1865 bildade "Kommittén för återställandet av Åbo domkyrkas fornminnen" restaurerades Kankasska, Tottska, Stålhandskes och Tavastska gravkoren. I Kankasska gravkoret uppsattes en av svart belgisk marmor utförd sarkofag, dit Karin Månsdotters stoft 27 augusti 1867 överflyttades från Tottska koret. Flera vackra glasmålningar skänktes på 1870-talet till kyrkan av Wladimir Swertschkoff. Karin Månsdotter och hennes dotter, prinsessan Sigrid, är de enda kungligheterna som är begravda i Finland.
"Restaureringen" verkställdes ofta i en för domkyrkan främmande, rik stil och efter utländska (franska) förebilder. Mångt och mycket av det gamla utplånades genom alltför våldsam ombyggnad. På 1890-talet upptogs åter frågan om kyrkans fullständiga restaurering, och en av statsverket tillsatt kommitté avgav 1901 ett fullständigt förslag, men detta kom inte till utförande.

### 1900-talet

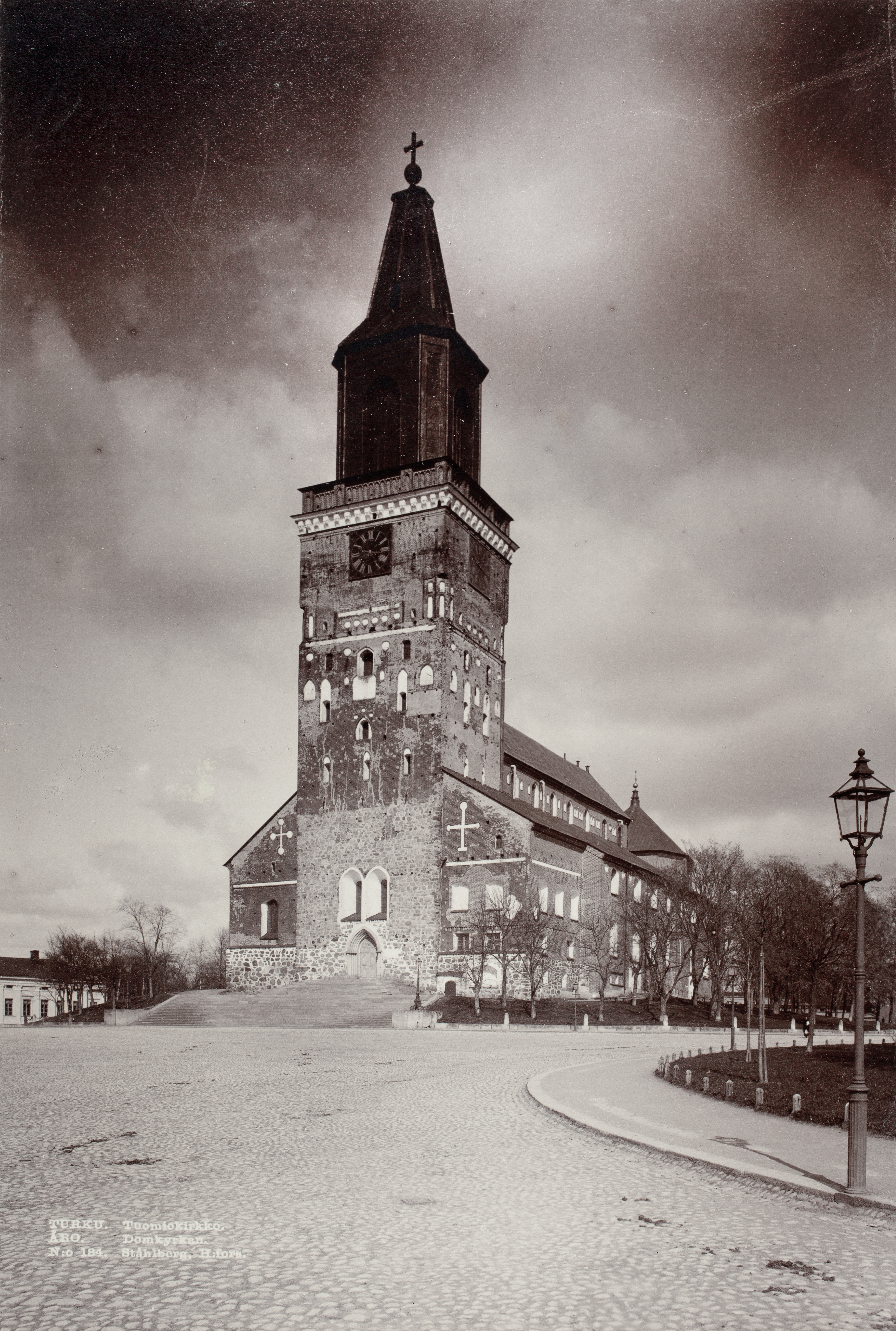
Kyrkan någon gång innan år 1919. Foto av Karl Emil Ståhlberg.

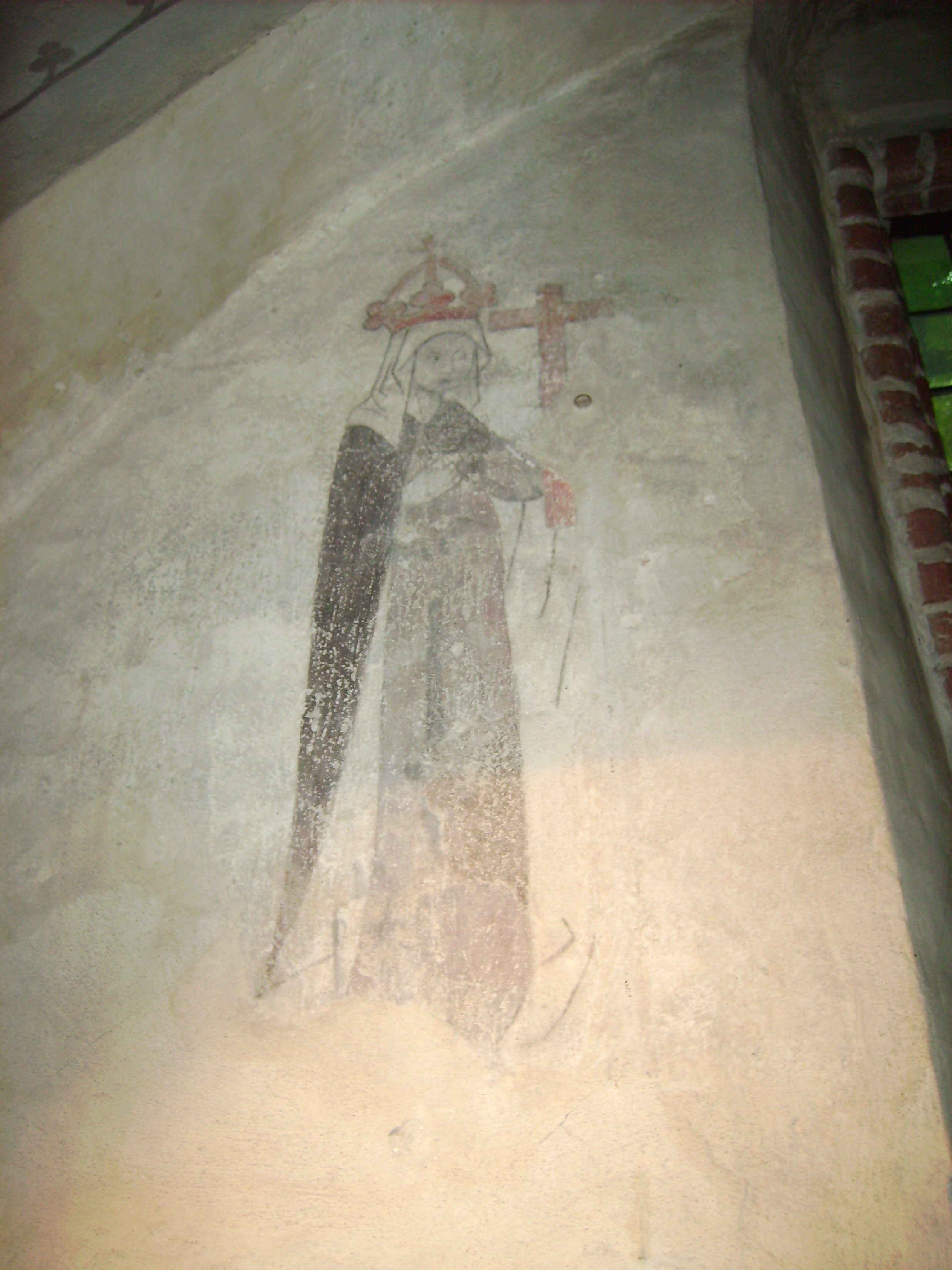
Medeltida helgonväggmålning – Helena med kronan och korset – i Helga Korsets kapell.

Dagens medeltida karaktär återfick kyrkan åren 1923–1929, då man under professor Juhani Rinnes ledning restaurerade dess inre. Han ville återställa den till sin forna prakt, genom att öppna och frilägga igenmurade fönster, nischer och portaler, samt ta fram de medeltida väggmålningarna. Restaureringen blev färdig lagom till Åbos 700-årsjubileum[när?]. Ett halvsekel efteråt genomgick kyrkan en grundlig reparation, då man bl.a. installerade modern teknik.

## Orglarna

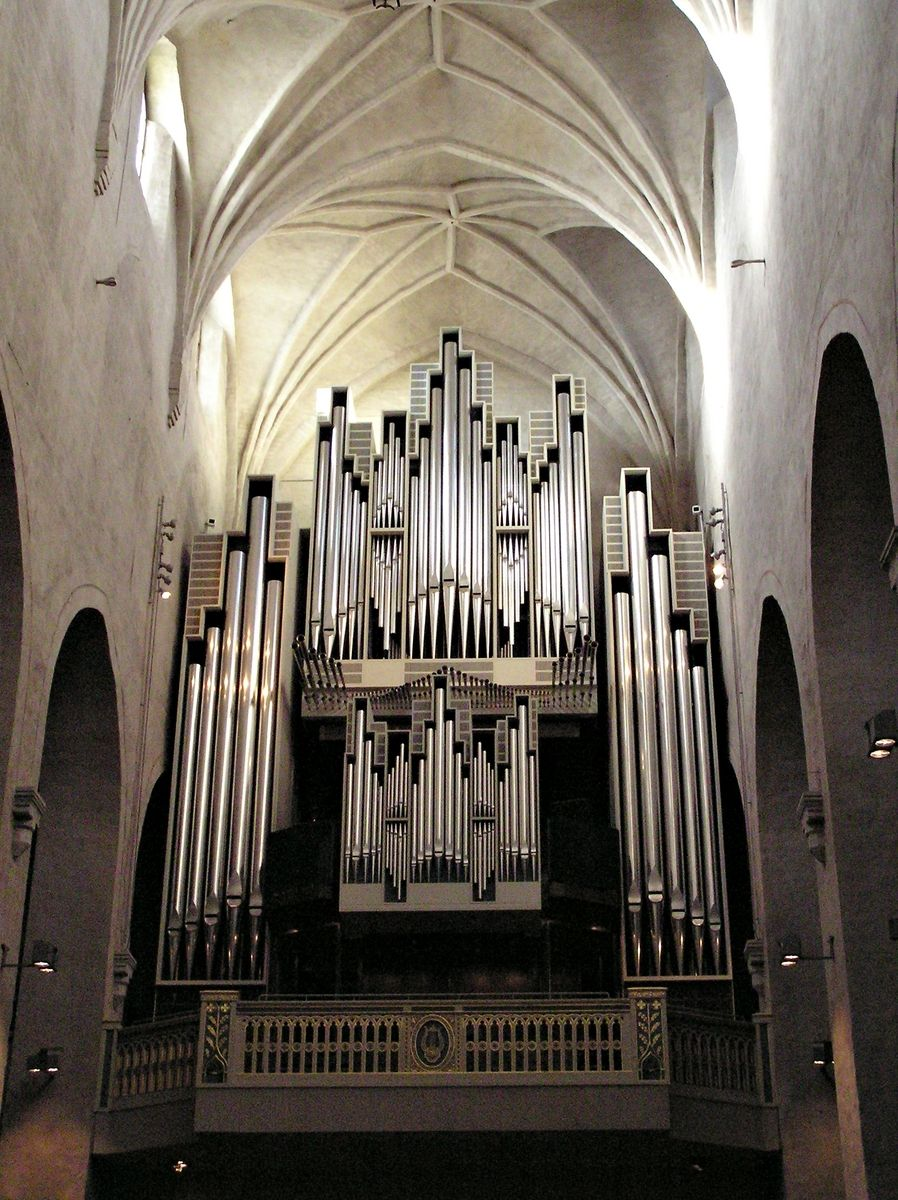
Huvudorgeln.

Johan Niclas Cahman skrev i maj 1725 kontrakt om en ny orgel med 32 stämmor. Orgeln kostade 20500 daler kopparmynt och skulle fullbordads till midsommaren 1727. Försommaren 1727 åkte Cahman tillsammans med sina medarbetare Olof Hedlund och Olof Andersson över med orgeln till kyrkan. Orgeln sattes upp på en nybyggd västläktare och besiktades av organisten Heinrich Christoph Engelhardt. 1738 inträffade ett åsknedslag i det medeltida tornet på kyrkan och orgeln blev då ospelbar. Orgeln förstördes 1827 när kyrkan brann.
| Huvudverk I C-c3 | Öververk II C-c3     | Pedal C-e3          |  |
| Principal 8'     | Principal 4'         | Principal 16'       |  |
| Kvintadena 16'   | Gedakt 8'            | Untersats 16'       |  |
| Spitzflöte 8'    | Kvintadena 8'        | Oktava 8'           |  |
| Salicional 8'    | Spetsflöjt 4'        | Kvtina 6'           |  |
| Kvinta 6'        | Kvinta 3'            | Oktava 4'           |  |
| Oktava 4'        | Gemshorn 2'          | Rauschkvint II chor |  |
| Rörflöjt 4'      | Oktava 2'            | Mixtur IIII chor    |  |
| Nasat 3'         | Sesquialtera II chor | Posaun 16' (trä)    |  |
| Superoktava 2'   | Scharf III chor      | Trompet 8'          |  |
| Mixtur IIII chor | Vox humana 8'        | Trompet 4'          |  |
| Scharf III chor  | Tremulant            |                     |  |
| Trompet 8'       | Spärrventil          |                     |  |
| Spärrventil      |                      |                     |  |

Ny orgel byggdes 1836, efter Åbo brand, av den svenske orgelbyggaren Gustaf Andersson.
En ny orgel 70 stämmor och 4 manualer byggdes under första världskriget och uppgavs vid sin tillkomsttid vara den största i norra Europa. Den byggdes av den finske orgelbyggaren M. Tulenheimo.
Den nuvarande huvudorgeln från 1980 har 81 register och är byggd av orgelbyggaren Veikko Virtanen.

### Diskografi
- Consolation : Finnish organ music : the new organ of Turku cathedral / Forsblom, Enzio, orgel. LP. Proprius PROP 7847. 1980.

## Gravkoren

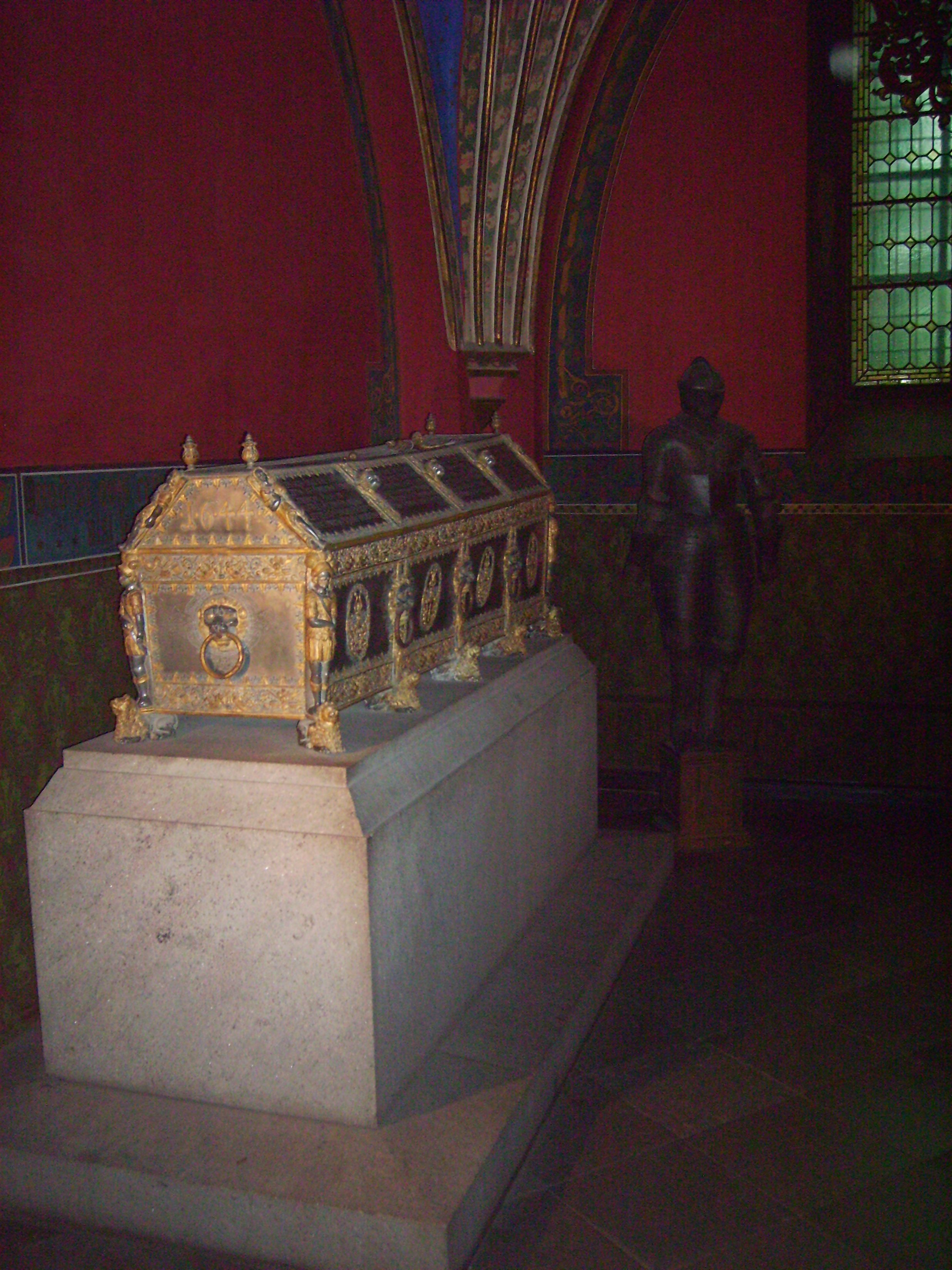
Torsten Stålhandskes kista i Själarnas kor. I bakgrunden hans järnharnesk. I samma gravkor finns ett mausoleum i marmor över fältherren och hans maka.

Under valven på domkyrkans södra och norra sidor, genom pelarna och sidogångarna avskilda från kyrkans övriga område, ligger gravkoren. Under medeltiden fanns sammanlagt arton sådana kapell, av vilka de flesta tillkommit under biskop Hemmings och Magnus II Tavasts tider. Genom reformationen förlorade de till största delen sin karaktär. Mässorna upphörde och kapellen blev med sina källare endast förvaringsrum för förnämare döda. Seden att begrava de döda under kyrkogolvet levde nämligen kvar länge efter katolicismens slut. Ej endast ädlingar och prelater begravdes här, även rika borgare och hantverkare eftersträvade en viloplats inom domkyrkomurarna och sparade inte på skänker till kyrkan för att nå detta mål.

### Gravplatser
- Samuel Cockburn
- Johannes Gezelius den äldre, Johannes Gezelius den yngre och Johannes Gezelius den yngste
- Evert Horn af Kanckas
- Jöns Knutsson Kurck den yngre
- Karin Månsdotter
- Knut Jönsson Posse
- Isak Rothovius
- Torsten Stålhandske
- Åke Henriksson Tott
- Sigrid Eriksdotter Vasa

## Renovering under 2020-talet
Åbo Domkyrka kommer att genomgå en grundlig renovering under 2020-talet. Behovet av en restaurering är stort eftersom kyrkan senast renoverades i samma utsträckning i slutet av 1970-talet. I planeringen av den kommande renoveringen har man tagit ett helhetsgrepp utifrån dagens behov. Målet är att göra domkyrkan ännu mer välkomnande, tillgänglig och mångfunktionell.
Renoveringen av Åbo domkyrka inleds i februari 2026 med uppdatering av kyrksalens teknik – elektriska ledningar, ljudåtergivning och belysning. På grund av detta kommer det inte att vara möjligt att hålla bröllop i Domkyrkan under 2026-2028. När arbetet i kyrksalen är färdigt fortsätter renoveringen i S:ta Ursulas kapell och på sakristians vind under 2027. Hela renoveringen beräknas vara klar till Åbo stads 800-årsjubileum år 2029. Domkyrkan är alltså stängd 9.2.2026-2.12.2028. 
Renoveringen omfattar uppdatering av lokaler, förbättrad tillgänglighet och modernisering av byggnadstekniken. Den nuvarande tekniken härstammar från 1970-talets renovering. Den höga åldern på de tekniska systemen är den främsta orsaken till den grundliga renoveringen under 2020-talet. Renovering gör det också möjligt att ta i bruk utrymmen som för närvarande inte är öppna för allmänheten. Även om tekniken och användbarheten förnyas, domkyrkans anda och historiska karaktär kommer att bevaras.
Domkyrkomuseet är öppet i sin nuvarande form sista gången tisdagen den 30 september 2025, varefter det stängs. Museet öppnar igen med en förnyad utställning när renoveringen är klar.